# Roan (Norvège)
Pour les articles homonymes, voir Roan.
Roan est une ancienne commune norvégienne située dans le comté de Trøndelag. Créée en 1892, elle est fusionnée avec Åfjord le 1er janvier 2020.